# بننیترا (بخش)
بننیترا (به لاتین: Benenitra) یک بخش‌های ماداگاسکار در ماداگاسکار است که در آتسیمو-آندرفانا واقع شده‌است.